# Gesamtministerium Held
Das Gesamtministerium Held bildete vom 24. Februar 1849 bis 2. Mai 1849 die von König Friedrich August II. berufene Landesregierung des Königreiches Sachsen. Sie sollte sich als Übergangsregierung mit der radikaldemokratischen Landtagsmehrheit ins Benehmen setzen, an der das Gesamtministerium Braun gescheitert war. Die Regierung trat zurück, nachdem sich Friedrich August II. geweigert hatte, die Paulskirchenverfassung zu verkünden, wie es der Landtag gefordert hatte. In der Folge brach der Dresdner Maiaufstand aus. 
Der nachmalige Vorsitzende des Gesamtministeriums und später führende Politiker Österreichs, Friedrich Ferdinand von Beust, amtierte in ihr als Außenminister.
| Amt                                                                             | Name                                      |
| ------------------------------------------------------------------------------- | ----------------------------------------- |
| Vorsitzender des Gesamtministeriums, Justiz, Kultus und öffentlicher Unterricht | Gustav Friedrich Held                     |
| Inneres                                                                         | Albert Christian Weinlig                  |
| Äußeres                                                                         | Friedrich Ferdinand von Beust             |
| Finanzen                                                                        | Karl Wolf von Ehrenstein                  |
| Krieg                                                                           | Karl Friedrich August Treusch von Buttlar |